# Броборґ

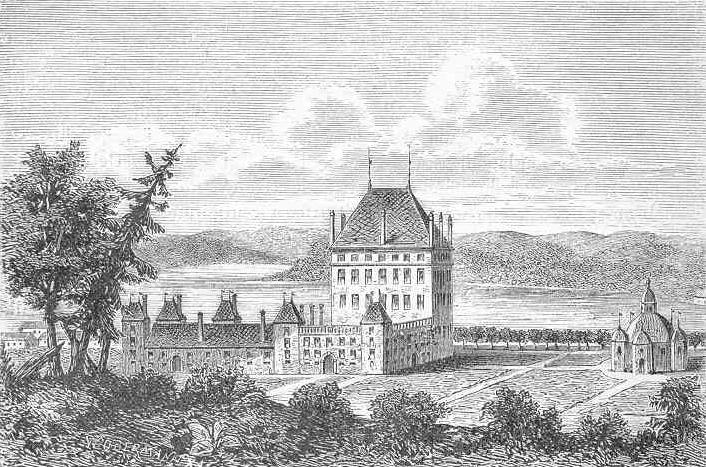
Броборґ, за моделлю Еріка Дальберґа у книзі Швеція давня і сучасна.

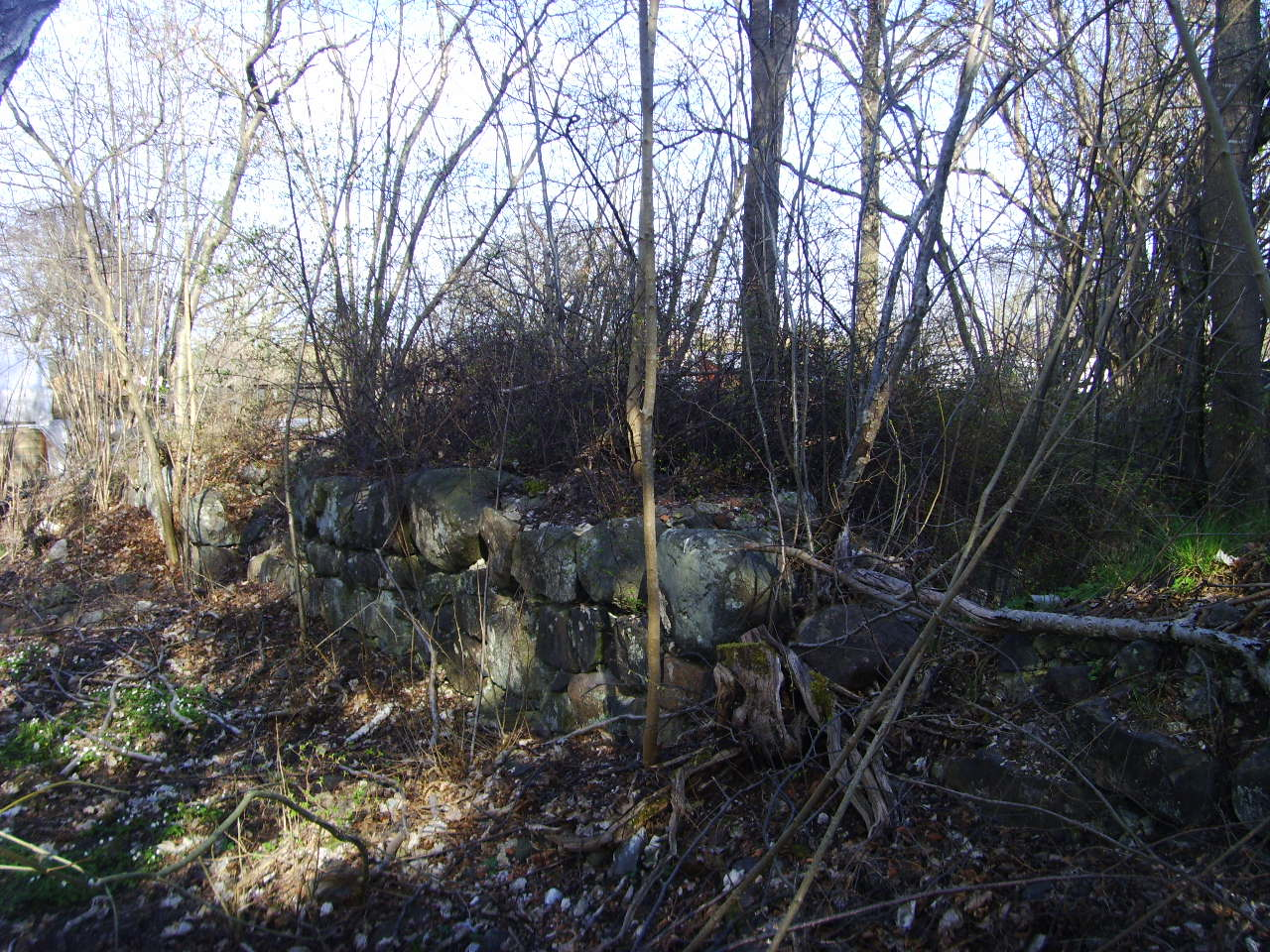
Руїни замку Броборґ, 2009.

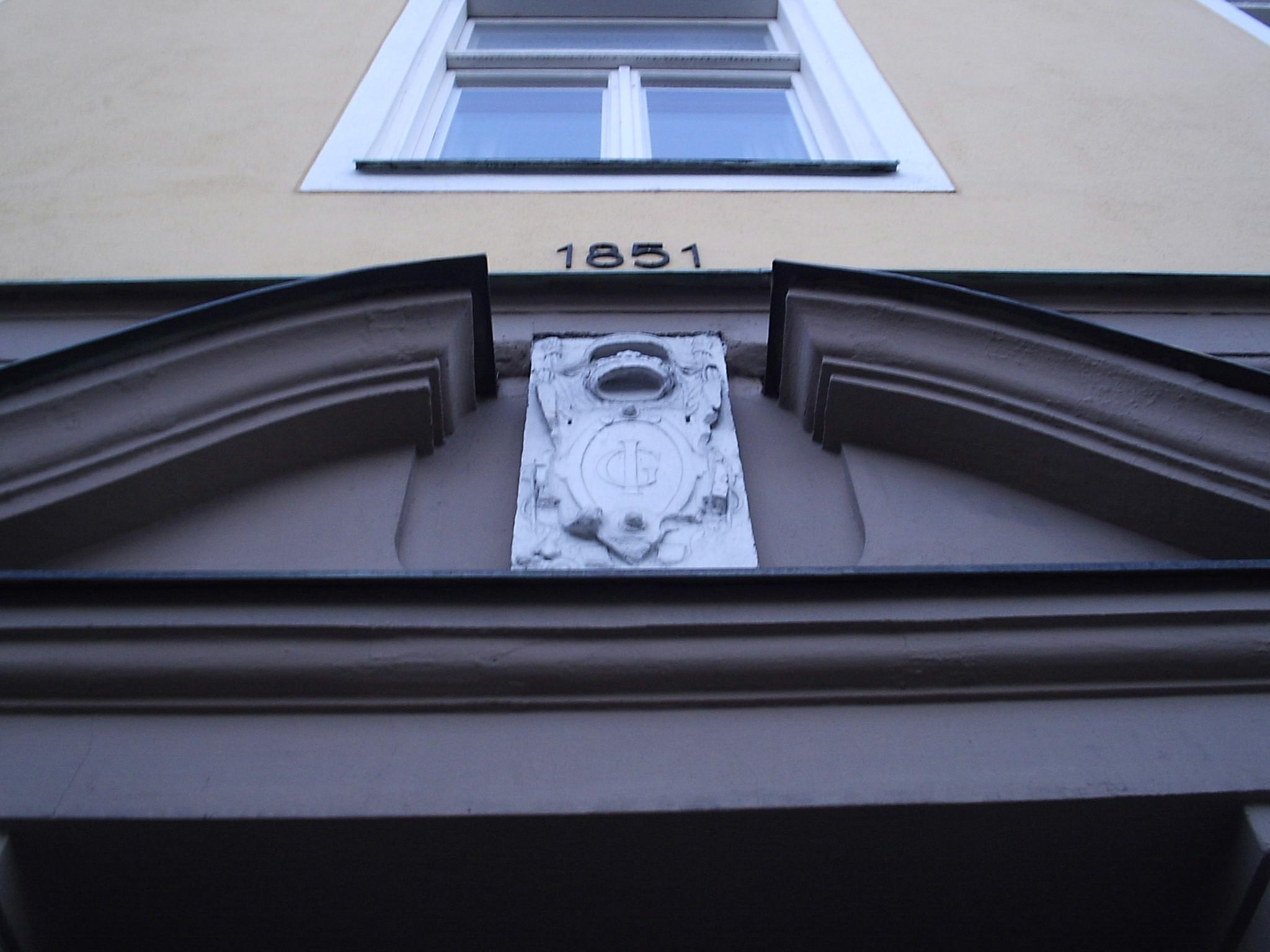
Коронована монограма Югана III і Гунілли Більке із замку Броборґ, обнесена стіною над входом у Ґамла Торґет у Норрчепінгу.

Броборґ — королівський маєток у волості Даґсберґ, в комуні Норрчепінг в Естерйотланді, на південному березі затоки Бровікен.

## Історія
У 1588–1590 на цьому місці королева Гунілла Юганссдоттер (Бєльке) побудувала замок епохи Відродження, в якому вона жила як вдова після смерті короля Югана III у 1592 і де померла 19 липня 1597. Після смерті королеви замок перейшов до її сина Югана, який одружився зі своєю двоюрідною сестрою Марією Єлизаветом в 1612. Після смерті герцога Югана в замку 5 березня 1618 Марія Єлизавета також приїхала в замок як вдова, але померла там уже 7 серпня того ж року. Її брат, король Густав II Адольф, поспішив туди після повернення з Німеччини 20 серпня, щоб взяти на себе життя в маєтку і влаштувати похорон. Церемонію довелося відкласти через відсутність чорного одягу для церкви та залів, а також воску для свічок і смолоскипів, які спочатку потрібно було закупити з Німеччини.
На початку січня 1619 король знову відправився до Броборґа, щоб влаштувати похорон своєї сестри, і був збентежений льодом Бровікена. Сталася аварія, крила тріснула, в результаті чого кінь і сани зникли в глибині. Короля було важко врятувати від утоплення. Після зібрання суду похорон відбувся з Броборґа до Лінчепінга 18–19 січня 1619, після чого пройшла панахида у соборі Лінчепінгу 20 січня 1619.
Коли шлюб між герцогом Юганом і Марією Елізабет виявився бездітним, Броборґ перейшов до королівства, після чого замком володіли Юган Казимір, Карл (X) Густав і пфальцграф Адольф Юган. Після скорочення графа в 1689 замок знову опинився у володінні королівства. Броборґ був зображений у книзі «Швеція давня і сучасна» Еріка Дальберґа.
Замок був пошкоджений лісовою пожежею в 1669 і спалений росіянами в 1719 році, та ж доля спіткала сусіднє місто Норрчепінг і замок Скенес. Коли місто почало відбудовуватися, виникла велика потреба в будівельних блоках. Зі згорілого Броборґу було взято каміння, яке так і не відбудували.
Замок з околицями в районі Льосінґу у 1556 утворив власну племінну ферму під назвою «Bråborg County», а потім розмістився на племінній фермі в окрузі Стеґеборґ.

### Губернатори
- Герцог Йохан Естерґетландський 1599–1618
- Ліндорм Рибінг 1621–1627

### Сьогодні
Неподалік, за кілометр на схід від старого Броборґа було збудовано нинішній так званий «Bråborgs kungsgård», садибу, яка, ймовірно, зведена з бруса на 1 1/2 поверхи під цегляним дахом. Пізніше будівля була відреставрована з прибудовами на фронтонах; на фасаді знайдено сім віконних валів. Нині Броборґ обробляє 215 гектарів полів і вирощує яловичину з близько 300-ма тваринами на 200-х гектарах пасовищ.
Сьогодні площа руїн становить приблизно 240 х 190 метрів, розташована біля комерційного саду Кунґстредґордена і складається з руїн замку з частково збереженими підвалами, системи ровів, залишками доріг і майданчиків для каплиці — Гунілла Бєльке була суворою протестанкою.
Руїни замку мають розміри 32х30 метрів і складаються в основному з підвалу з двома збереженими тонкими склепінчастими підвалами та рясними зсувами. Загальна довжина ровів близько 400 метрів, ширина 10-15 метрів, вали забиті і частково зарослі. Фундамент каплиці хрестоподібний (каплицю можна побачити праворуч у вигляді окремої будівлі на зображенні замку Еріка Дальберґа). Кунґстредґорден — це садовий заклад у стилі ренесансу, від якого залишилися деякі фрагменти.
У Норрчепінгу, в південній частині Ґамла-торгету вздовж Ґамла-Родстуґуґатана, ви можете знайти будинок винного ченця Тесдорфа Югана III і короновану монограму Гунілли Бєльке із замку Броборґа, обнесеного стіною над входом.